# Scatella tenuicosta
Scatella tenuicosta är en tvåvingeart som beskrevs av Collin 1930. Scatella tenuicosta ingår i släktet Scatella och familjen vattenflugor. Arten är reproducerande i Sverige. Inga underarter finns listade i Catalogue of Life.